# Vincenzo Galilei
Vincenzo Galilei (3. dubna 1520, Santa Maria a Monte - 2. července 1591, Florencie) byl italský loutnista, hudební skladatel a hudební teoretik, otec astronoma Galileo Galileia a hudebního skladatele Michelagnolo Galileia. Byl žákem hudebního teoretika Gioseffo Zarlina. Měl blízko k umělecké skupině Florentská camerata, která chtěla obnovit tradici starořeckého umění. V hudební teorii se věnoval problému disonance a obecně akustice, a to i za pomoci pythagorejské matematiky, čímž nejspíše ovlivnil i svého syna Galilea, který mu s některými výpočty v mládí vypomáhal. Často je mu připisováno zavedení recitativu do opery (respektive předchůdce recitativu - hudební monodie). Napsal několik madrigalů a řadu skladeb pro loutnu, které bývají označovány za předznamenání barokní tvorby.